# Оборона Сморгони
Оборона Сморгони — 810-дневная битва под местечком Сморгонь на Восточном фронте Первой мировой войны. Именно здесь впервые за период Великого отступления 1915 года русские войска сумели остановить продвижение противника. Кроме того, Сморгонщина была одним из мест массового применения химического оружия на Восточном фронте.
Населённый пункт был полностью разрушен и вошёл в историю как «мёртвый город»:264, «русский Верден», «белорусский Верден».

## Штурм города
9 сентября 1915 года, совершив прорыв фронта на север от Вильно и захватив 12 сентября Свенцяны, 6-й германский кавалерийский корпус начал рейд по тылам русской армии. 13 сентября германская кавалерия подошла к озёрам Нарочь и Свирь. Отсюда 1-я и 4-я кавалерийские дивизии немцев двинулись на Сморгонь, к железной дороге Вильно — Молодечно и переправам через реку Вилию.
Утром 15 сентября германский кавалерийский полк с артиллерией и пулемётами атаковал населённый пункт. Российские маршевые роты восемь часов держали оборону. Потом они в спешке отошли к Крево, навстречу резервным силам.
На западе, юге и востоке от Сморгони с противником вели бои части 36-го, 27-го, 4-го Сибирского и 1-го кавалерийского корпусов. 20 сентября, около трёх часов дня совместной атакой 9-го и 10-го Сибирских стрелковых, 68-й и 25-й пехотными дивизиями город отбит. Германские части отошли на север, за Вилию.
Вечером 24 сентября к местечку с запада, отходя с боями от Вильно, подошли силы Гвардейского корпуса. Уже на следующий день начались ожесточённые схватки на переправе через Вилию, у мельницы и железнодорожной станции. В бой за населённый пункт вступила вся 3-я Гвардейская пехотная дивизия, лейб-гвардии Кексгольмский, Петроградский, Волынский и Литовский полки.
В ответ кайзеровская армия усилила натиск, бросив в бой подкрепление. К русским войскам из резерва корпуса подошёл лейб-гвардии Преображенский полк и два батальона лейб-гвардии Гренадерского полка. Гвардейцы успешно отразили атаки, удержав позиции. Ночью Сморгонь охватили пожары.
Утром над германскими окопами появился белый флаг. Немцы попросили перемирия на 4-километровом участке фронта у реки Вилии для сбора раненых и убитых. Россияне приняли предложение. За время перемирия было захоронено 3800 погибших российских солдат и офицеров и 5500 немцев. Среди жертв было и 150 местных жителей.

## Позиционная война

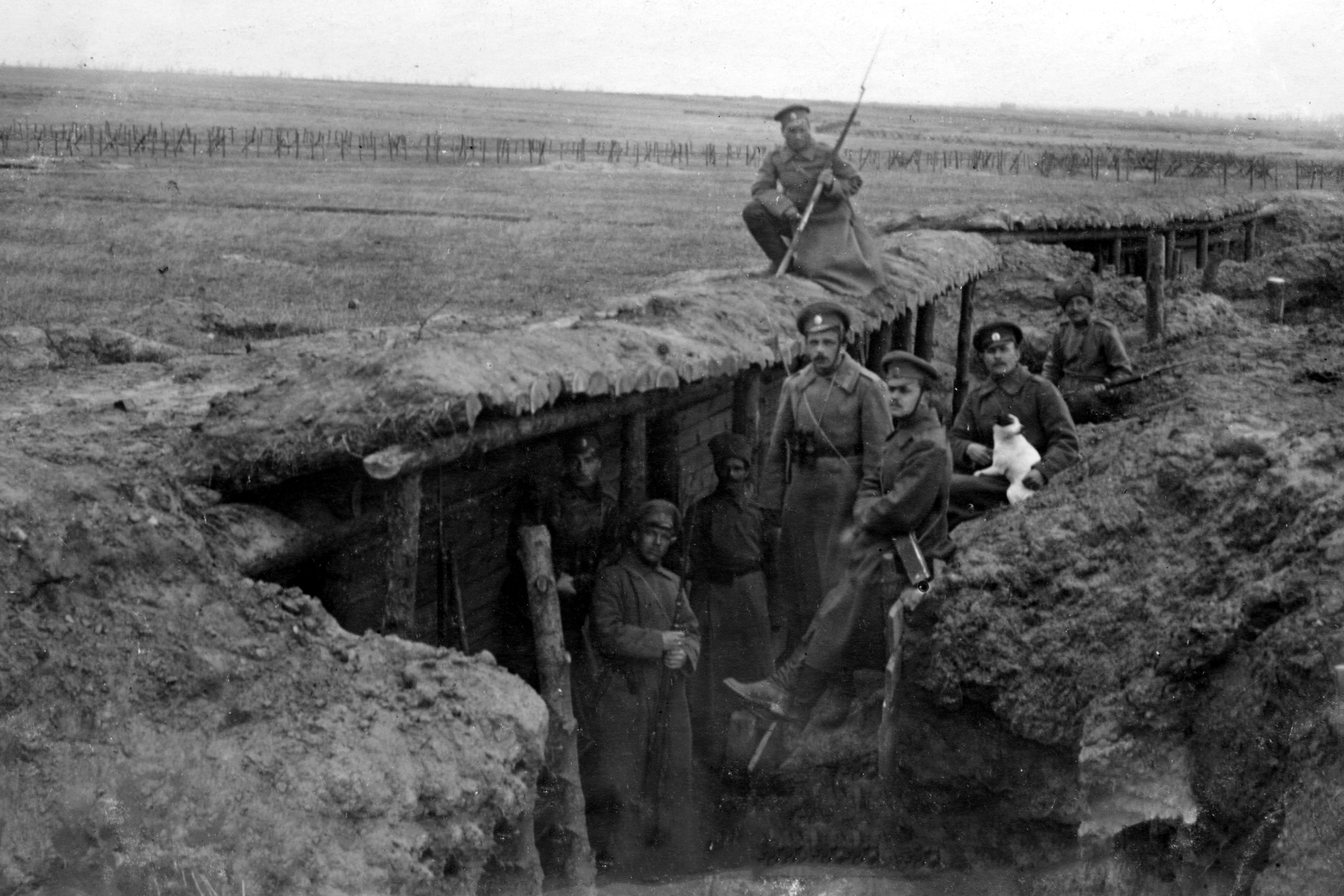
Российские траншеи на Сморгонщине.

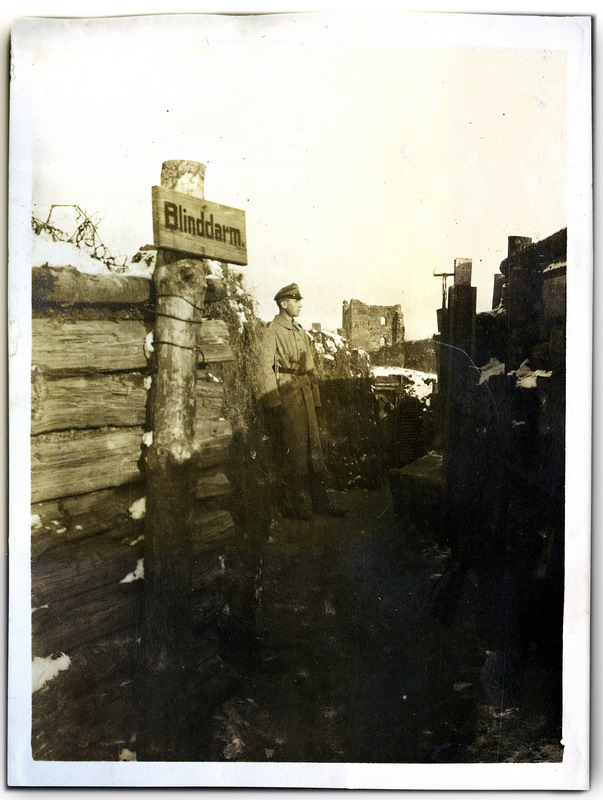
Германские позиции. На заднем плане — Кревский замок.

К концу 1915 года противники истощили ресурсы и усиленно зарывались в землю. Немцы заливали бетоном огневые точки и блиндажи (некоторые из этих укреплений сохранились до современности).
Лабиринты окопов и траншей с каждым днём всё увеличивались, десятки километров железных дорог — обычных и узкоколейных на паровозной и конной тяге — были построены у Сморгони с обеих сторон фронта, в том числе 19-километровая ветка от станции Пруды к посту «648-я верста» дороги Молодечно — Лида. Также были наведены многочисленные мосты и паромные переправы через Вилию, проложены десятки километров гатей в болотах на север от Сморгони до озера Вишневское. Началась «позиционная война». Местность между немецкими и русскими окопами сравнительно ровная и открытая, пологая с запада на восток, она создавала выгодные условия для использования боевых химикатов.
12 октября 1915 года, впервые на российским фронте, немцы применили газ на сморгонском участке против 3-й Гвардейской пехотной дивизии. С апреля 1916 года газовые атаки участились. Значительный ущерб нанесла химатака 2 июля, когда за полтора часа отрава проникла более чем на 20 километров в сторону Молодечно. Было отравлено 40 офицеров и 2076 солдат 64-й и 84-й пехотных дивизий. Ещё большие жертвы были 2 августа. Ночью немцы восемь раз с получасовыми промежутками выпускали газ на позиции Кавказской гренадерской дивизии. 286 человек погибли, 3846 пострадали.
18–29 марта 1916 года, в 20-ти километрах севернее Сморгони, у посёлка Вишнево и озера Нарочь, наступала 2-я российская армия. На сморгонском участке, у деревень Черняты, Гориденяты и Дубатовка, дивизии 10-й армии ежедневно артобстрелами, пулемётной и ружейной стрельбой отвлекали на себя противника, обеспечивая главный удар. Однако немцы предотвратили продвижение русских, удержав свои позиции.
В течение июня сапёры 52-го сапёрного батальона 26-го армейского корпуса копали тоннель в тыл противника к высоте 72,9 («Золотая горка») на окраине Сморгони, где находилась немецкая батарея. В день штурма заложенный под землю динамит был взорван, 225-й Акерманский и 258-й Кишинёвский полки взяли высоту штурмом. 6 сентября у той же высоты впервые за время войны российские войска сами применили газ. На германские окопы за 15 минут атаки было выпущено 13 тонн хлора.
После Февральской революции боевой дух войск был подорван. Новые власти решили провести психологическую акцию — направить под Сморгонь женский «батальон смерти». 7—10 июля 1917 года в боях за Новоспасский лес (южней Сморгони, под Крево) подразделение вступило в бой с противником. Изначально батальон проявил себя хорошо: успешно отразил 14 германских контратак, проявлял мужество, останавливал отступающих мужчин-солдат и грабителей, отбирал у военнослужащих алкоголь. Однако в конце концов женщины, попав под обстрел немцев, ослабли и растерялись.
19–23 июля была организована новая атака, также под Крево. Несмотря на значительное количественное преимущество войск и артиллерии — 16 пехотных и 2 кавалерийских дивизии, около 800 пушек и 13-дневная норма снарядов, наступление российской армии провалилось. После боёв наблюдались случаи братания с немцами и очевидные отказы продолжать боевые действия.
4 декабря в местечке Солы, в 10 км на запад от Сморгони, за десять дней до подписания в Бресте общего перемирия (15 декабря 1917 года), немцы заключили перемирие с Западным российским фронтом.

## Память

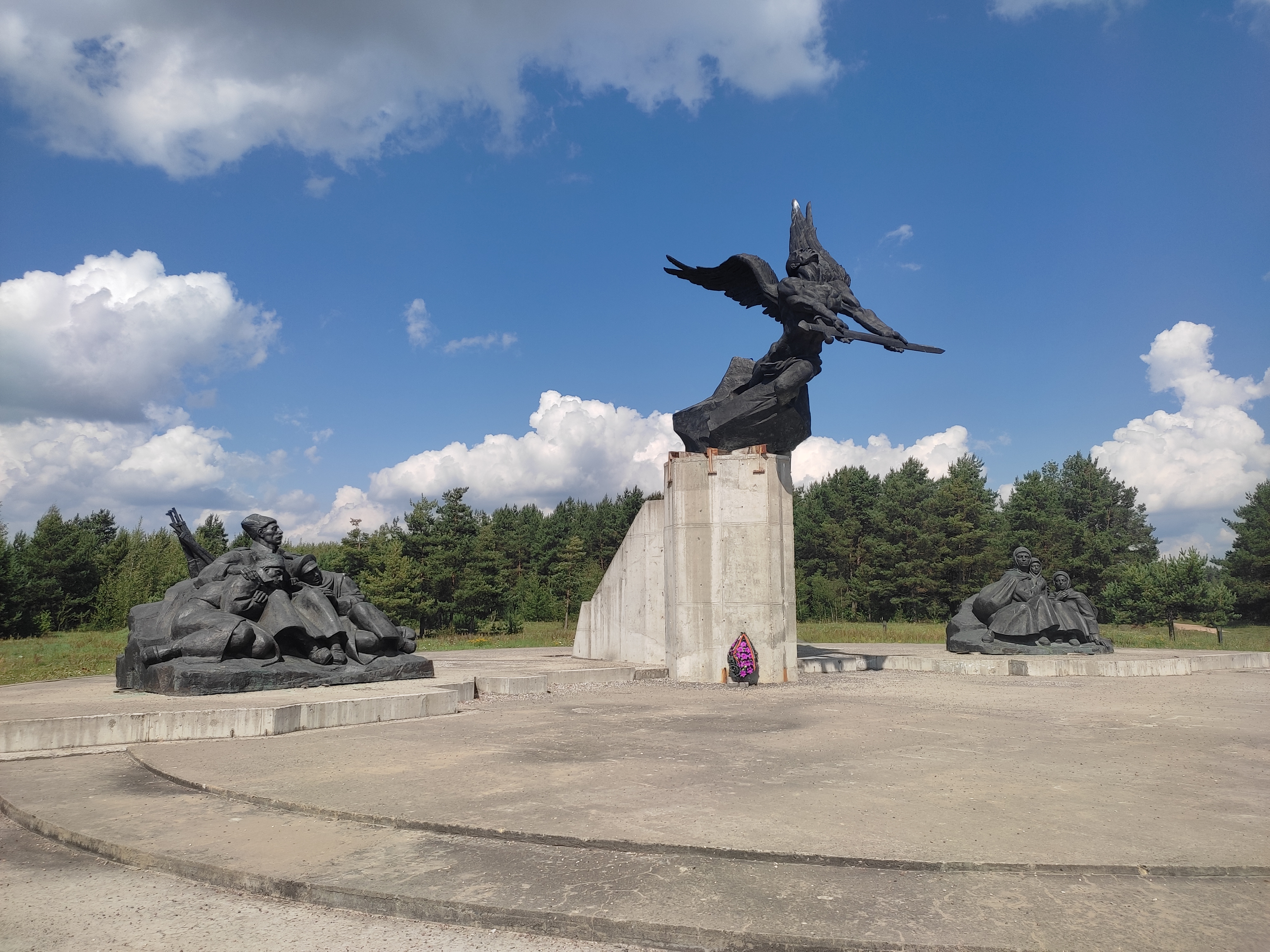
Мемориал памяти Первой мировой, 2023 год. Центральная скульптура — «Крылатый гений воинской славы», левая — «Солдаты Первой мировой войны», правая — «Беженцы».

Населённый пункт был полностью разрушен артиллерией, обрыт окопами и траншеями. Газета «Нива» № 25 за 1916 год называла Сморгонь «мёртвым городом».
Среди российских солдат гуляла поговорка «Кто под Сморгонью не бывал, тот войны не видал» (в белорусском варианте — «Хто пад Смаргонню не бываў, той вайны не спазнаў / не відаў / не бачыў»).
Немецкий композитор Герман Блуме посвятил событиям «Сморгонский марш» (Smorgon-Marsch).
Оставленное Первой мировой войной на Сморгонщине наследие считается самым значительным на территории Беларуси. За годы противостояния немецкие и российские военные построили здесь многокилометровые линии обороны, развитые системы коммуникаций, протянувшиеся от Вишневского озера на севере до Западной Березины на юге. С обеих сторон линия фронта была отмечена огромным количеством кладбищ.
В городе создан самый большой в Беларуси мемориал памяти героев и жертв Первой мировой войны. Комплекс открыт к 100-летию начала войны в 2014 году. Он включает скульптурные композиции «Крылатый гений воинской славы», «Солдаты Первой мировой войны» и «Беженцы». Также на территории возведена часовня и установлен «Камень памяти» с обращением к потомкам. Немного дальше от входа, обозначенного Георгиевским крестом, размещена зона памяти и печали — бронзовая карта военных событий 1915—1917 годов, две мемориальные урны с землёй с мест захоронения воинов русской и немецкой армий, часовня с колоколом.
Значительную роль в сохранении памяти о боях под Сморгонью сыграло общественное объединение «Сморгонь фронтовая».